# Notoplites gostilovskajae
Notoplites gostilovskajae is een mosdiertjessoort uit de familie van de Candidae. De wetenschappelijke naam van de soort is voor het eerst geldig gepubliceerd in 1993 door Gontar.